# 물레

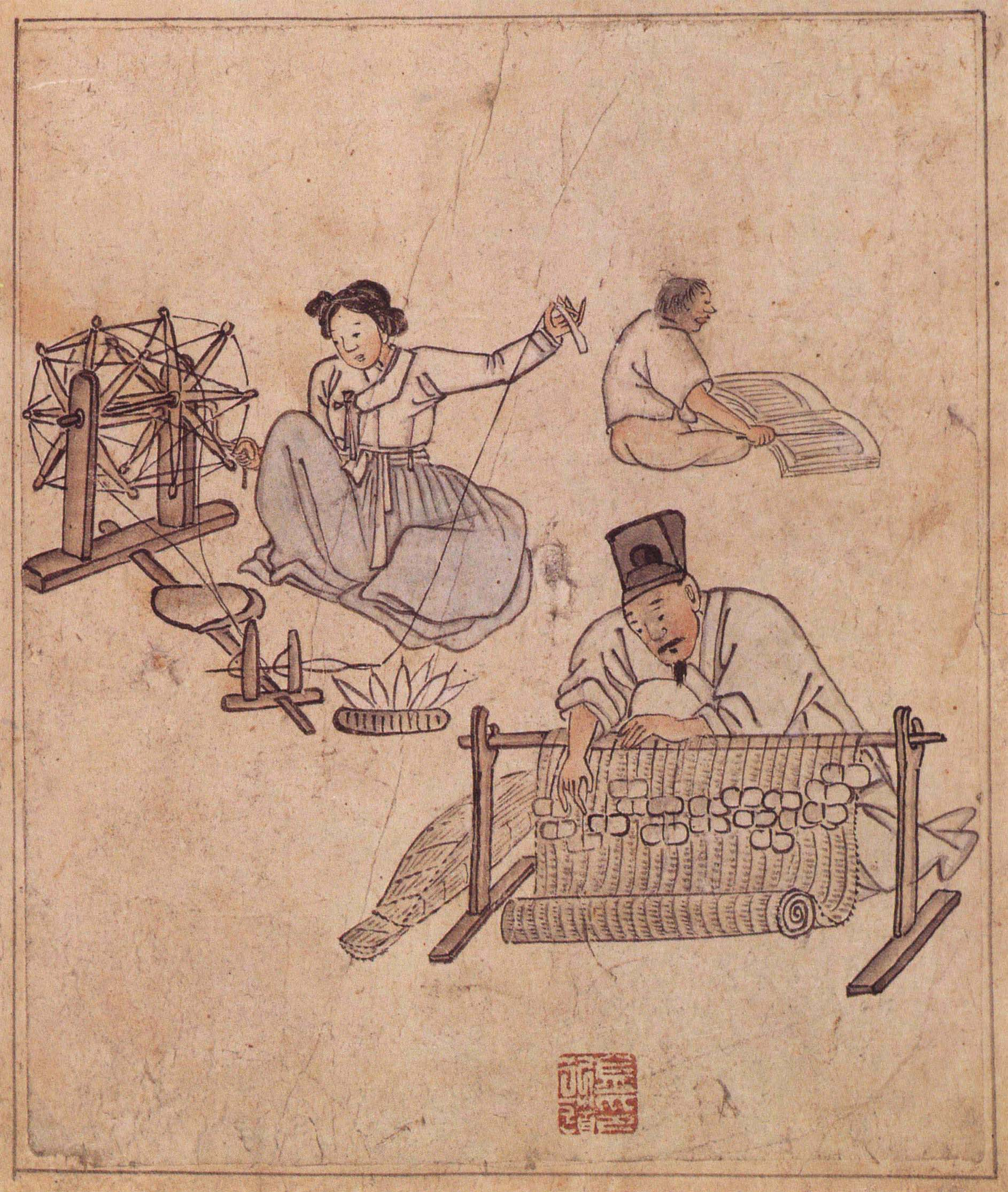
물레질을 하는 여성(왼쪽) - 김홍도 <자리짜기>

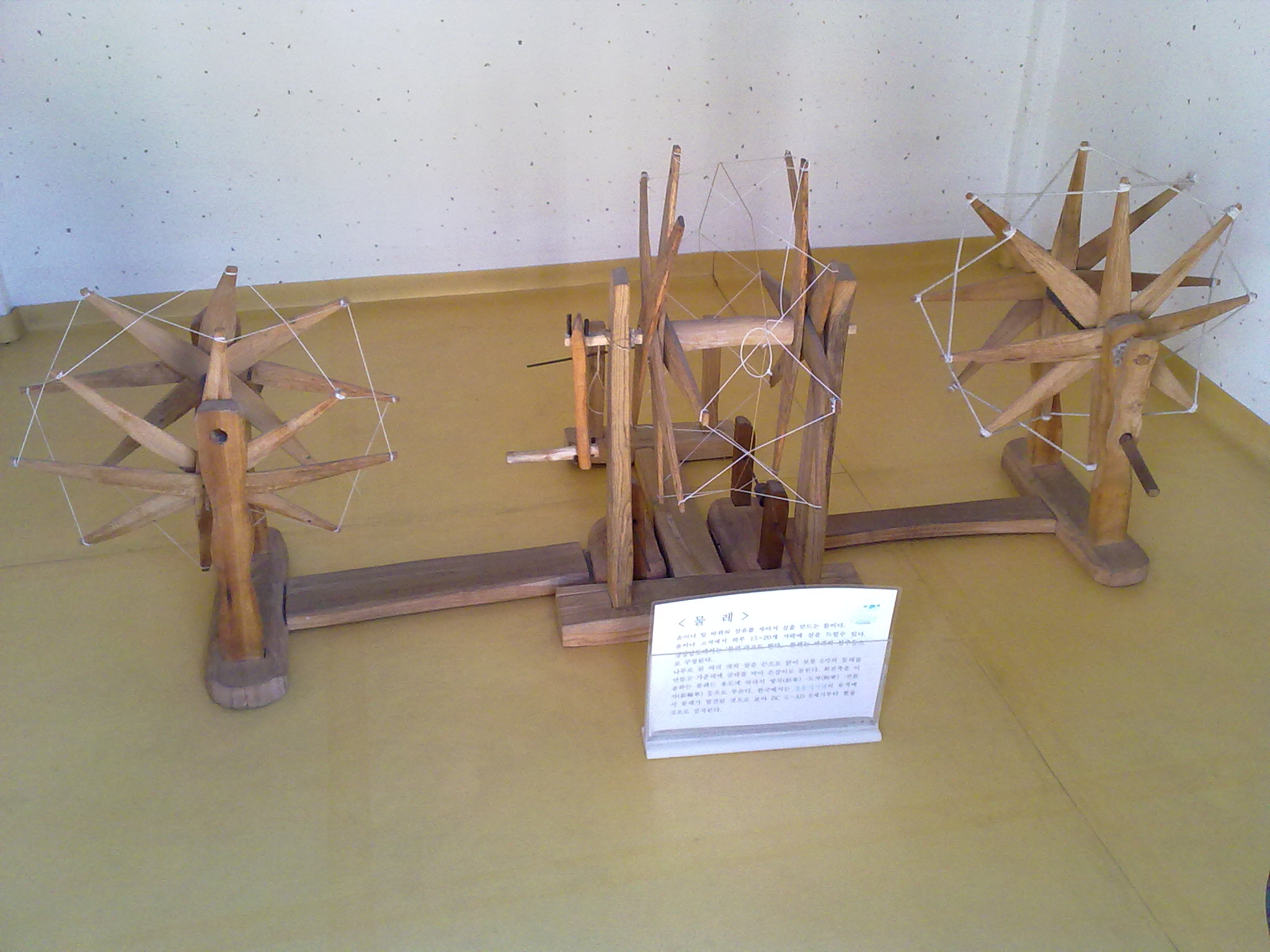
한국 물레

물레는 솜이나 털 따위의 섬유를 자아서 실을 만드는 기구이다. 산업혁명 이전 인류 면직물 산업의 대표적인 장치였다. 

## 어원
문익점(文益漸)의 손자 문래(文萊)가 목화씨에서 실을 자아내는 틀을 발명하였다고 하여 문래라 부른 것이 변이되어 물레가 되었다고 전한다. <농가월령가>에는 ‘물네’, <월여농가>에는 ‘방차(紡車), 문레로 표기되었다. 경상남도 창녕에서는 ‘물리’라고도 한다. 

## 같이 보기
- 아소카차크라
- 방추
- 방적
- 제니 방적기